# Aniporn Chalermburanawong
Aniporn Chalermburanawong (tiếng Thái: อนิพรณ์ เฉลิมบูรณะวงศ์, phiên âm: A-ni-pon Cha-lơm-bu-ra-na-vong, sinh ngày 19 tháng 03 năm 1994) còn có nghệ danh là Nat (แนท), là một nữ diễn viên và người mẫu người Thái Lan. Cô từng đăng quang cuộc thi Hoa hậu Hoàn vũ Thái Lan năm 2015 và đại diện Thái Lan tham dự cuộc thi Hoa hậu Hoàn vũ 2015 tổ chức ở Las Vegas, cô lọt Top 10 chung cuộc và giải phụ Trang phục truyền thống đẹp nhất. Cô là đại diện đầu tiên của Thái Lan đạt thành tích ở cuộc thi kể từ khi quốc gia này lọt Top 15 vào năm 2007.

## Khởi đầu
Aniporn, hoặc biết đến là Natt sinh ra từ tỉnh Lampang. Cô theo học tại trường Đại học Thammasat, ngành Truyền thông. Cô còn là người mẫu chuyên nghiệp tại Thái. Cô bắt đầu làm người mẫu ở tuổi 17, khi cô được chọn vào Top 10 xuất sắc tại cuộc thi Siêu mẫu Thái 2011.

## Tham gia cuộc thi sắc đẹp

### Hoa hậu Hoàn vũ Thái Lan 2015
Aniporn Chalermburanawong đăng quang ngôi vị Hoa hậu Hoàn vũ Thái Lan 2015 ngày 18 tháng 07 tại Royal Paragon Hall, Siam Paragon. Cô là người đầu tiên đến từ tỉnh Lampang đạt ngôi vị Hoa hậu Hoàn vũ Thái Lan. Giải thưởng chính là tiền mặt một triệu Bạc, vương miện trang sức, xe Tooota Prius đời mới và các giải thưởng có giá trị với tổng giải thưởng lên đến bốn triệu Bạc.

### Hoa hậu Hoàn vũ 2015
Cô đại diện Thái Lan tham dự cuộc thi Hoa hậu Hoàn vũ 2015 vào ngày 20 tháng 12 năm 2015 tại Las Vegas, Nevada, Mỹ. Trong cuộc thi, cô là bạn cùng phòng với Hoa hậu Hoàn vũ Việt Nam Phạm Thị Hương. Trong đêm chung kết, cô lọt vào Top 10 chung cuộc và đạt giải phụ là Trang phục truyền thống đẹp nhất. Người chiến thắng là Pia Wurtzbach đến từ Philippines.

## Sau cuộc thi
Sau cuộc thi, Aniporn tiếp tục theo nghề người mẫu và bắt đầu đóng phim. Năm 2018, cô ký hợp đồng cho Đài OneHD31.

## Các bộ phim đã từng tham gia

### Phim điện ảnh
| Năm  | Phim                    | Vai | Đóng với            |
| ---- | ----------------------- | --- | ------------------- |
| 2020 | Home Sweet Hell เรือนขังผี |     | Chanon Ukkharachata |

### Phim truyền hình
| Năm       | Phim | Vai                                            | Đóng với                               | Đài    |
| --------- | --- | ---------------------------------------------- | -------------------------------------- | ------ |
| 2016      | Journey The Series แก๊งเฟี้ยวท่องเที่ยวไทย ตอน ภาคใต้                                                                | แนท                                            | Pongsakorn Mettarikanon                | CH3    |
| 2016      | Club Friday The Series Season 8: Ruk Tae Rue Kae... Phuk Phan Yêu thật lòng hay bị ép buộc / Tình Yêu Thật Sự | Nat                                            | Chanon Ukkharachata & Nat Thewphaingam | GMM 25 |
| 2017      | Lakorn Khon                                                                                                   | Kaewsai                                        | Jirayu La-ongmanee                     | GMM 25 |
| 2018      | Nakark Kaew Mặt nạ thủy tinh                                                                                  | Nudda (Dada) Chunyadee / Lookkaew Mongkolsilpa | Thanapat Kawila                        | OneHD  |
| 2018      | Song Kram Nak Pun Cuộc chiến Producer                                                                         | Botklon Charoenroj (Klon)                      | Porapat Srikajorn                      | OneHD  |
| 2019      | Sai Lub Jub Klin Điệp viên săn mùi                                                                            | Mint                                           |                                        | OneHD  |
| 2019      | Song Kram Nak Pun 2 Cuộc chiến Producer 2                                                                     | Botklon Charoenroj (Klon)                      | Porapat Srikajorn                      | OneHD  |
| 2020      | Rak Sibalor Ror Sipmong Tình yêu 10h sáng                                                                     | Molly                                          | Yuthana Puengklarng                    | OneHD  |
| 2021-2022 | Noh Rasaon | Tunya                                          | Yuthana Puengklarng                    | OneHD  |
|           | Mor Lam Bodyguards                                                                                            |                                                | Cholawit Meetongcom                    | OneHD  |

### MV
| Năm  | Ca khúc                       | Ca sĩ                            |
| ---- | ----------------------------- | -------------------------------- |
| 2016 | Fire Man (พนักงานดับเพลิง)       | Labanoon                         |
| 2016 | POR LEAW (พอแล้ว)              | BANG BANG BANG ft. MILD VOCALIST |
| 2017 | Friday on The Highway (ซิ่ง)    | POLYCAT                          |
| 2018 | อยู่ในใจ                        | Pongsit Kamphee                  |
| 2018 | ไม่มีวันปล่อยมือ (Nakark Kaew Ost) | Arunpong Chaiwinit               |
| 2019 | เหยี่ยวคนดู                      | D.O.PE x Mr.D                    |
| 2019 | รักไปทำไม (Ruk Bpai Tummai)    | Wichayanee Pearklin              |